# Bathophilus indicus
Bathophilus indicus és una espècie de peix de la família dels estòmids i de l'ordre dels estomiformes.

## Morfologia
- Els mascles poden assolir 9 cm de longitud total.[4]

## Hàbitat
És un peix marí i d'aigües profundes que viu fins als 2.260 m de fondària.

## Distribució geogràfica
Es troba des del Canal de Moçambic fins a 30°S, les costes de Durban (Sud-àfrica) i Dampier (Austràlia Occidental).